# Reprezentacja Paragwaju w piłce nożnej mężczyzn
Reprezentacja Paragwaju w piłce nożnej mężczyzn – drużyna piłkarska reprezentująca Republikę Paragwaju w zawodach międzynarodowych. Za jej funkcjonowanie odpowiedzialna jest Asociación Paraguaya de Fútbol, organ zarządzający piłką nożną w Paragwaju. W reprezentacji mogą występować wyłącznie zawodnicy posiadający obywatelstwo paragwajskie.
Od 1919 roku reprezentuje Paragwaj w międzynarodowych rozgrywkach piłkarskich.

## Historia reprezentacji
W drugiej połowie lat 90. zaliczała udane występy na Copa América (czterokrotnie osiągnęła ćwierćfinał tych rozgrywek) i regularne starty w mistrzostwach świata. Od 1998 do 2010 roku nieprzerwanie występowała na Mundialach; dwukrotnie dochodziła do 1/8 finału, raz awansowała do ćwierćfinału po wygranym z Japonią konkursie rzutów karnych.
Jednym z najbardziej znanych piłkarzy paragwajskich był przez wiele lat bramkarz José Luis Chilavert, który w 2003 roku zakończył reprezentacyjną karierę. Poprzednikiem Chilaverta był grający na Mundialu 1986 Roberto Eladio Fernández.
Paragwaj dwukrotnie triumfował w Copa América – w 1953 i 1979 roku. w ostatnich latach udział w mistrzostwach Ameryki Południowej kończył zazwyczaj na ćwierćfinale (lata 2004 i 2007), ale w 2011 roku doszedł aż do finału, w którym przegrał z kadrą Urugwaju.
Największym jak dotąd sukcesem piłki paragwajskiej jest srebrny medal Igrzysk Olimpijskich 2004. W meczu finałowym młodzi Paragwajczycy ulegli Argentynie 0:1. Jest to pierwszy i jedyny do tej pory medal futbolistów z Paragwaju.
Trenerem reprezentacji piłkarskiej, która nie awansowała na mundial w 2014 roku był Victor Genes. Po nim kadrę przejął Ramón Díaz. Następnie trenerami reprezentacji Paragwaju byli Francisco Arce (który wcześniej prowadził już zespół w latach 2011-2012), Gustavo Morínigo, oraz Juan Carlos Osorio. Obecnie Paragwajczyków prowadzi Guillermo Barros Schelotto.

## Udział wmistrzostwach świata
- 1930 – Faza grupowa
- 1934 – 1938 – Nie brał udziału
- 1950 – Faza grupowa
- 1954 – Nie zakwalifikował się
- 1958 – Faza grupowa
- 1962 – 1982 – Nie zakwalifikował się
- 1986 – 1/8 finału
- 1990 – 1994 – Nie zakwalifikował się
- 1998 – 1/8 finału
- 2002 – 1/8 finału
- 2006 – Faza grupowa
- 2010 – Ćwierćfinał
- 2014 – 2022 – Nie zakwalifikował się

## Udział wCopa América
| - 1916 – 1920 – Nie brał udziału - 1921 – IV miejsce - 1922 – II miejsce - 1923 – III miejsce - 1924 – III miejsce - 1925 – III miejsce - 1926 – IV miejsce - 1927 – Wycofał się - 1929 – II miejsce - 1935 – Wycofał się - 1937 – IV miejsce - 1939 – III miejsce - 1941 – Wycofał się - 1942 – IV miejsce - 1945 – Wycofał się - 1946 – III miejsce - 1947 – II miejsce - 1949 – II miejsce - 1953 – Mistrzostwo - 1955 – V miejsce - 1956 – V miejsce - 1957 – Wycofał się |  | - 1959 – III miejsce - 1959 – V miejsce - 1963 – II miejsce - 1967 – IV miejsce - 1975 – Faza grupowa - 1979 – Mistrzostwo - 1983 – III miejsce - 1987 – Faza grupowa - 1989 – IV miejsce - 1991 – Faza grupowa - 1993 – Ćwierćfinał - 1995 – Ćwierćfinał - 1997 – Ćwierćfinał - 1999 – Ćwierćfinał - 2001 – Faza grupowa - 2004 – Ćwierćfinał - 2007 – Ćwierćfinał - 2011 – II miejsce - 2015 – IV miejsce - 2016 – Faza grupowa - 2019 – Ćwierćfinał - 2021 – Ćwierćfinał |

## Aktualna kadra
Kadra na mecz towarzyski przeciwko reprezentacji Nikaragui, który odbył się 18 czerwca 2023. Występy i gole aktualne na 18 czerwca 2023.
| Nr         | Imię i nazwisko          | Data urodzenia       | Występy   | Gole      | Klub                   |
| Bramkarze  | Bramkarze                | Bramkarze            | Bramkarze | Bramkarze | Bramkarze              |
| ---------- | ------------------------ | -------------------- | --------- | --------- | ---------------------- |
| 1          | Antony Silva             | 27 lutego 1984       | 56        | 0         | Puebla                 |
| 12         | Santiago Rojas           | 5 kwietnia 1996      | 2         | 0         | Tigre                  |
| 22         | Aldo Pérez               | 3 listopada 2000     | 0         | 0         | Guaireña               |
| Obrońcy    |                          |                      |           |           |                        |
| 15         | Gustavo Gómez            | 6 maja 1993          | 66        | 4         | Palmeiras              |
| 6          | Júnior Alonso            | 9 lutego 1993        | 51        | 2         | Krasnodar              |
| 5          | Fabián Balbuena          | 23 sierpnia 1991     | 33        | 2         | Corinthians            |
| 18         | Bruno Valdez             | 6 października 1992  | 32        | 1         | Boca Juniors           |
| 2          | Robert Rojas             | 30 kwietnia 1996     | 21        | 0         | River Plate            |
| 13         | Mateo Gamarra            | 20 października 2000 | 3         | 0         | Olimpia                |
| 20         | Juan Cáceres             | 1 czerwca 2000       | 1         | 0         | Lanús                  |
| 4          | Alexis Cantero           | 5 lutego 2003        | 0         | 0         | Guarani                |
| Pomocnicy  |                          |                      |           |           |                        |
| 10         | Miguel Almirón           | 10 lutego 1994       | 49        | 7         | Newcastle United       |
| 23         | Mathías Villasanti       | 24 stycznia 1997     | 29        | 0         | Grêmio                 |
| 17         | Alejandro Romero Gamarra | 11 stycznia 1995     | 15        | 5         | Al Taawoun             |
| 8          | Matías Rojas             | 3 listopada 1995     | 14        | 1         | Racing                 |
| 16         | Braian Ojeda             | 27 czerwca 2000      | 7         | 0         | Real Salt Lake         |
| 24         | Diego Gómez              | 27 marca 2003        | 4         | 0         | Libertad               |
| 21         | Matías Galarzas          | 11 lutego 2002       | 3         | 0         | Vasco da Gama          |
| 14         | Álvaro Campuzano         | 12 czerwca 1995      | 1         | 0         | Libertad               |
| Napastnicy |                          |                      |           |           |                        |
| 7          | Carlos González          | 3 lutego 1993        | 14        | 0         | Tijuana                |
| 9          | Gabriel Ávalos           | 12 października 1990 | 10        | 1         | Argentinos Juniors     |
| 11         | Julio César Enciso       | 23 stycznia 2004     | 11        | 0         | Brighton & Hove Albion |

## Rekordziści
| #   | Zawodnik         | Pozycja | Lata      | Występy |
| --- | ---------------- | ------- | --------- | ------- |
| 1.  | Paulo da Silva   | OB      | 2000–2017 | 148     |
| 2.  | Justo Villar     | BR      | 1999–2018 | 120     |
| 3.  | Roque Santa Cruz | NA      | 1999–2016 | 112     |
| 4.  | Carlos Gamarra   | OB      | 1993–2006 | 110     |
| 5.  | Cristian Riveros | PO      | 2005–2018 | 101     |
| 6.  | Roberto Acuña    | PO      | 1993–2011 | 100     |
| 6.  | Denis Caniza     | OB      | 1996–2010 | 100     |
| 8.  | Celso Ayala      | OB      | 1993–2003 | 85      |
| 9.  | José Cardozo     | NA      | 1991–2006 | 82      |
| 10. | Carlos Bonet     | OB      | 2002–2013 | 80      |

| #  | Zawodnik             | Pozycja | Lata      | Gole |
| -- | -------------------- | ------- | --------- | ---- |
| 1. | Roque Santa Cruz     | NA      | 1999–2016 | 32   |
| 2. | José Cardozo         | NA      | 1991–2006 | 25   |
| 3. | Cristian Riveros     | PO      | 2005–2018 | 16   |
| 4. | Saturnino Arrúa      | PO      | 1969–1980 | 13   |
| 4. | Nelson Valdez        | NA      | 2004–2017 | 13   |
| 4. | Julio César Romero   | PO      | 1979–1986 | 13   |
| 7. | Carlos Gamarra       | OB      | 1993–2006 | 12   |
| 7. | Óscar Cardozo        | NA      | 2006–     | 12   |
| 9. | Miguel Ángel Benítez | NA      | 1996–1999 | 11   |
| 9. | Roberto Cabañas      | NA      | 1981–1993 | 11   |

## Selekcjonerzy
| 1.  | Ladislao Kubala            | Węgry     | luty 1995        | grudzień 1995    | 12 | 6  | 4  | 2  | 61% |  |  |
| –   | Gerardo González           | Paragwaj  | luty 1996        | luty 1996        | 1  | 0  | 0  | 1  | 0%  |  |  |
| 2.  | Paulo César Carpegiani     | Brazylia  | kwiecień 1996    | czerwiec 1998    | 39 | 15 | 10 | 14 | 47% |  |  |
| 3.  | Ever Hugo Almeida          | Paragwaj  | listopad 1998    | lipiec 1999      | 13 | 7  | 2  | 4  | 59% |  |  |
| 4.  | Sergio Markarián           | Urugwaj   | wrzesień 1999    | listopad 2001    | 33 | 13 | 11 | 9  | 51% |  |  |
| 5.  | Cesare Maldini             | Włochy    | grudzień 2001    | czerwiec 2002    | 8  | 2  | 3  | 3  | 38% |  |  |
| 6.  | Aníbal Ruiz                | Urugwaj   | lipiec 2002      | czerwiec 2006    | 50 | 20 | 16 | 14 | 51% |  |  |
| –   | Raúl Vicente Amarilla      | Paragwaj  | sierpień 2006    | listopad 2006    | 2  | 0  | 1  | 1  | 17% |  |  |
| 7.  | Gerardo Martino            | Argentyna | styczeń 2007     | lipiec 2011      | 70 | 24 | 24 | 22 | 46% |  |  |
| 8.  | Francisco Arce             | Paragwaj  | lipiec 2011      | czerwiec 2012    | 12 | 7  | 1  | 4  | 61% |  |  |
| 9.  | Gerardo Pelusso            | Urugwaj   | lipiec 2012      | czerwiec 2013    | 10 | 3  | 2  | 5  | 37% |  |  |
| –   | Víctor Genes               | Paragwaj  | lipiec 2013      | listopad 2014    | 13 | 3  | 4  | 6  | 33% |  |  |
| 10. | Ramón Díaz                 | Argentyna | grudzień 2014    | czerwiec 2016    | 20 | 3  | 9  | 8  | 30% |  |  |
| 11. | Francisco Arce (2)         | Paragwaj  | sierpień 2016    | grudzień 2017    | 15 | 5  | 0  | 10 | 33% |  |  |
| –   | Gustavo Morínigo           | Paragwaj  | styczeń 2018     | czerwiec 2018    | 2  | 0  | 0  | 2  | 0%  |  |  |
| 12. | Juan Carlos Osorio         | Kolumbia  | wrzesień 2018    | luty 2019        | 1  | 0  | 1  | 0  | 0%  |  |  |
| 13. | Eduardo Berizzo            | Argentyna | luty 2019        | październik 2021 | 31 | 7  | 13 | 11 | 22% |  |  |
| 14. | Guillermo Barros Schelotto | Argentyna | październik 2021 | nadal            | 15 | 4  | 3  | 8  | 26% |  |  |
|     |                            |           |                  |                  |    |    |    |    | %   |  |  |

Stan na 23 czerwca 2023.
Kursywą wyróżniono selekcjonerów tymczasowych.
W nawiasie podano, który raz selekcjoner prowadził reprezentację.